# Feria de minerales de Tucson

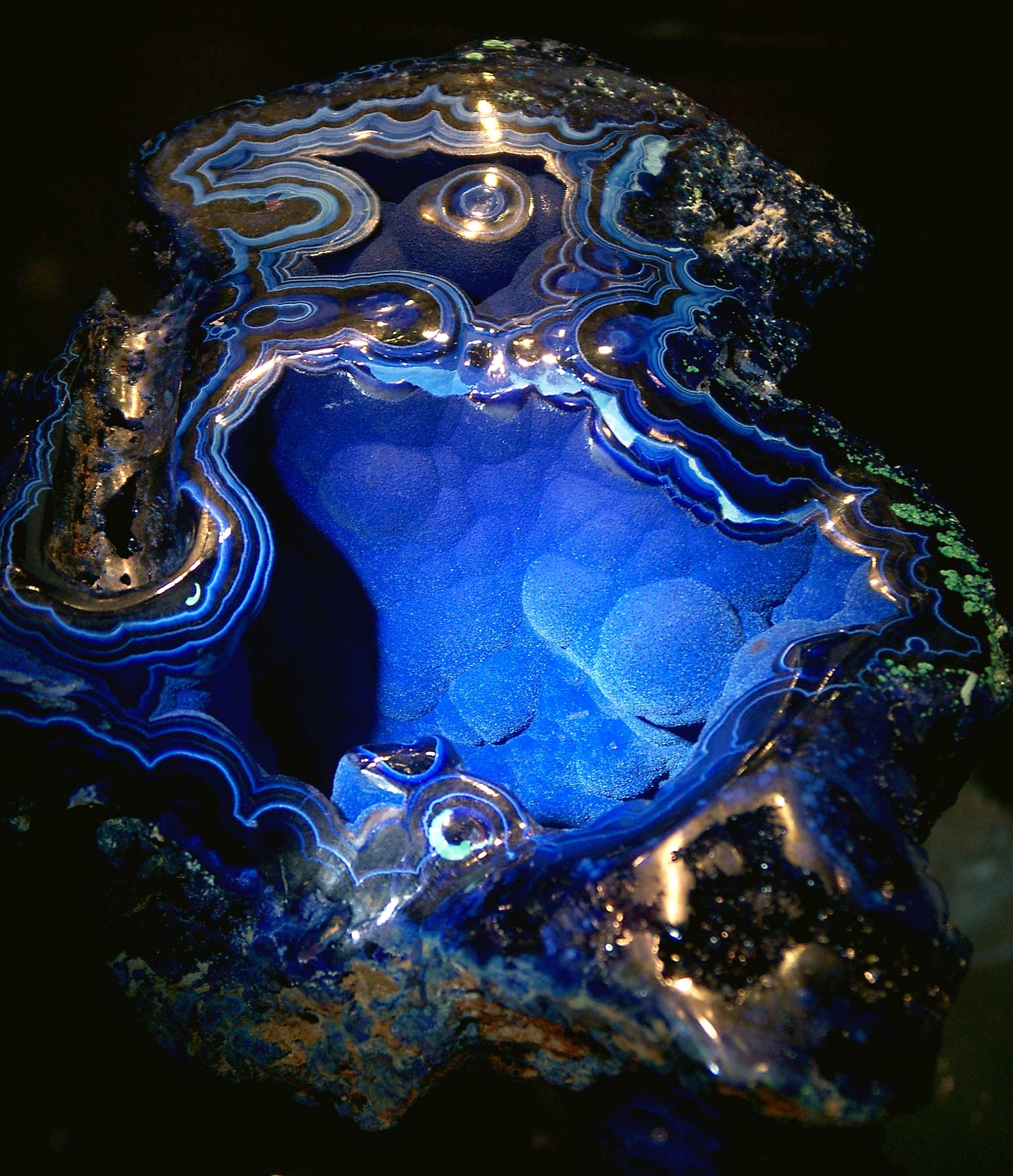
Espécimen de azurita, colectada en 1890 en Bisbee. A la venta en el Salón de Tucson 2007: precio consultado, US$25,000.

La Feria de minerales de Tucson es una de las principales ferias de minerales y fósiles del mundo. El evento se celebra anualmente a finales de enero, en aproximadamente de 35 a 40 localizaciones diferentes a lo largo de la ciudad de Tucson en Arizona. La mayoría de las exposiciones están abiertas al público en general, excepto ciertas exposiciones en las que es necesario registrarse como comerciante.
No existe un único lugar de exposición para gemas, minerales y fósiles, sino que los vendedores ocupan docenas de localizaciones: muchos hoteles y moteles son ocupados para esta ocasión por profesionales mostrando sus minerales en espacios como habitaciones de hotel, vestíbulos, carpas o jardines.
La principal exposición de la feria es la Exposición de Piedras Preciosas y Minerales de Tucson (en inglés: Gem & Mineral Show) organizado por la Sociedad de Piedras Preciosas y Minerales de Tucson (en inglés: Gem and Mineral Society). Esta exposición se ha celebrado anualmente desde 1954 y ahora ocupa los 16.500 metros cuadrados del Centro de Convenciones de Tucson. 
Los asistentes a las exposiciones provienen de todas partes del mundo y se trata de público en general, expertos, coleccionistas principiantes, empleados de museos, comerciantes, vendedores e investigadores. Muchos museos y universidades, como el Instituto Smithsoniano y La Sorbona han mostrado sus minerales en estas exposiciones. La feria de minerales de Tucson aporta a la economía local cerca de 60 millones de dólares cada año.
La exposición principal siempre abre los jueves. Los vendedores que exhiben en los hoteles y también en la exposición principal deben cerrar sus habitaciones y trasladarlo todo al Centro de Convenciones. Esta exposición principal de la feria es lo que en su momento fue la única exposición de minerales de la feria de Tucson, hace ya décadas, cuando se realizaba en un barracón prefabricado en el sur de la ciudad. Desde estos modesto inicios, la feria de Tucson se ha convertido en un auténtico gigante que ocupa docenas de hoteles, carpas y viejos edificios que pueden contener minerales, fósiles, etc. incluso se pueden encontrar paradas con minerales a lo largo de ciertas carreteras.